# 普雷斯帕湖
普雷斯帕湖（馬其頓語：Преспанско Езеро，阿爾巴尼亞語：Liqeni i Prespës，希臘語：Μεγάλη Πρέσπα）是位于东南欧巴尔干半岛上的一个湖泊。处在北马其顿、阿尔巴尼亚和希腊三国交界处，为三国所共有。面积273平方公里，湖水最深处为54米。湖面海拔高度853米，是巴尔干半岛上海拔最高的构造湖。该湖与奥赫里德湖之间有地下水道相通。

## 相關
普雷斯帕國家公園